# 2013年靜岡縣知事選舉
2013年靜岡縣知事選舉（日語：2013年静岡県知事選挙），是於2013年（平成25年）6月16日所舉行的日本地方選舉，以決定下任的靜岡縣知事。